# フリードリヒ・デュレンマット
フリードリヒ・デュレンマット （Friedrich Dürrenmatt、1921年1月5日 - 1990年12月14日）は、スイスの劇作家、推理作家、エッセイスト、画家。マックス・フリッシュとともに戦後スイスを代表する劇作家であり、特にグロテスクな誇張表現を用いて現代社会の矛盾や行き詰まりを描いた喜劇的作品によって名声を確立した。

## 経歴
ベルン郊外の小村コノルフィンゲンに生まれる。父はプロテスタントの牧師。少年時代にベルンに転居し、ベルンのギムナジウムを卒業後、1941年からチューリッヒとベルンの大学で哲学と神学、ドイツ文学などを学んだ。在学中はキルケゴールに関する博士論文執筆を計画する一方で文学作品の創作をはじめる。子供の頃から絵が得意だった彼は早くから画家への志望も持っていたため、在学中は進路に迷っていたが、1945年に短編小説が活字になったことをきっかけに作家となることを決意、大学を中退して作家活動に入った（ただし、晩年まで絵画は描き続けた）。1947年、『聖書にいわく』（1945年-1946年）がチューリヒで初演されて以後戯曲が作家活動の中心となり、1948年『ロムルス大帝』で大きな成功を収める。1952年の『判事と死刑執行人』より推理小説にも手を染め、これと戯曲『ミシシッピ氏の結婚』（1950年）によってブームを引き起こした。
1952年にヌーシャテルに居を構え、以後死没まで同地を作家活動の拠点とした。ほかの代表的戯曲に『天使がバビロンにやってきた』（1950年）『老貴婦人の訪問』（1958年）『物理学者たち』（1961年）などがあるが、『加担者』（1972年-1973年）は「失敗作」としてスキャンダルを起し、以降は創作の中心を小説・散文作品に移した。『老貴婦人の訪問』や推理作品『約束』（プレッジ）など映画化された作品も多い。晩年は自伝の執筆に専念したが、1981年と1990年に上下巻で刊行された自伝『素材』は自身の文学的素材の歴史、という特異な形態を取っている。
死後の2000年、ヌーシャテルに文学、絵画など遺稿を所蔵・展示した「デュレンマットセンター」がオープンした。

## 翻訳
- 約束 F・デュレンマット[著] ; 前川道介訳 早川書房 1960.10 Hayakawa pocket mystery books, 593 , 世界ミステリシリーズ   のち、ハヤカワ・ミステリ文庫,
- 嫌疑 F・デュレンマット著 ; 前川道介訳 早川書房 1962.1 Hayakawa pocket mystery books, 679 , 世界ミステリシリーズ
- ピラトス : 中級読物 Friedeich Durrenmatt ; 棗田光行 [編] 朝日出版社 1967.10
- 物理学者たち F.デュレンマット著 ; 小島康男, 宮下啓三, 岩村行雄訳 早稲田大学出版部 1984.5 スイス文学叢書 / スイス文学研究会編, 5
- 判事と死刑執行人 フリードリヒ・デュレンマット著 ; 平尾浩三訳 同学社 2012.5
- 失脚 ; 巫女の死 : デュレンマット傑作選 デュレンマット著 ; 増本浩子訳 光文社 2012.7 光文社古典新訳文庫, [KAテ4-1]
- デュレンマット戯曲集 フリードリヒ・デュレンマット著 ; 山本佳樹 [ほか] 訳 鳥影社・ロゴス企画 2012.10-2015.6  第1巻 , 第2巻 , 第3巻 
  - 第1巻「ロムルス大帝」2012
  - 第2巻「フランク五世」2013
  - 第3巻 加担者 デュレンマットの演劇論 2015
- 疑惑 フリードリヒ・デュレンマット著 ; 平尾浩三訳 同学社 2013.11
- 約束 : 推理小説に捧げる鎮魂歌 フリードリヒ・デュレンマット著 ; 平尾浩三訳 同学社 2016.3
- ギリシア人男性、ギリシア人女性を求む フルードリヒ・デュレンマット著 ; 増本浩子訳 白水社 2017.2 白水Uブックス, 209 . 海外小説 : 永遠の本棚